# Hemiphileurus puertoricensis
Hemiphileurus puertoricensis är en skalbaggsart som beskrevs av Chapin 1935. Hemiphileurus puertoricensis ingår i släktet Hemiphileurus och familjen Dynastidae. Inga underarter finns listade i Catalogue of Life.